# Дешанель, Зоуи
Зо́уи Клэр Дешане́ль (англ. Zooey Claire Deschanel; род. 17 января 1980, Лос-Анджелес, Калифорния, США) — американская актриса и певица французского происхождения. Дешанель дебютировала в кино в 1999 году ролью в фильме «Доктор Мамфорд», за которой последовала роль Аниты Миллер в полуавтобиографической музыкальной драме Кэмерона Кроу «Почти знаменит» (2000). Вскоре Зоуи стала известной своими ролями второго плана в таких фильмах, как «Хорошая девочка» (2002), «Эльф» (2003), «Автостопом по галактике» (2005), «Любовь и прочие неприятности» (2006), «Мост в Терабитию» (2007) и «Явление» (2008). После них она начала получать главные роли, в том числе в фильмах «Всегда говори „Да“» (2008) и «500 дней лета» (2009). C 2011 года Дешанель играла роль Джессики Дэй в сериале Fox «Новенькая».
Несколько лет с 2001 года Дешанель со своей подругой — актрисой Самантой Шелтон, исполняла номер джаз-кабаре под названием «If All the Stars Were Pretty Babies». Она играет на клавишных, ударных, банджо и укулеле. В 2006 году Дешанель записала в дуэте с Мэттом Уордом под псевдонимом She & Him дебютный для них альбом Volume One, который был выпущен в марте 2008 года. Их следующий альбом Volume Two был выпущен в марте 2010 года. В 2011 году они выпустили рождественский альбом A Very She & Him Christmas, а в 2013 году — альбом Volume 3. Кроме того, Дешанель часто поёт в своих фильмах.

## Ранние годы
Зоуи Дешанель родилась в Лос-Анджелесе в 1980 году в семье номинировавшегося на «Оскар» оператора и режиссёра Калеба Дешанеля и актрисы Мэри Джо Дешанель (Уэйр), снимавшейся в сериале «Твин Пикс». Её дед по отцовской линии был французом из Уллена (Рона); у неё также есть швейцарские, голландские, английские, ирландские и другие корни. Зоуи была воспитана как католичка. Её назвали в честь Зуи Гласса — героя повести Джерома Сэлинджера «Фрэнни и Зуи» (1961). Её старшая сестра, Эмили Дешанель, тоже актриса и снималась в сериале «Кости».

Дешанель жила в Лос-Анджелесе, но большую часть детства провела в разъездах, потому что её отец снимал фильмы на натуре; позже она говорила, что: 
«ненавидела все эти разъезды… Я очень рада сейчас, что у меня есть такой опыт, но в то время я чувствовала себя несчастной из-за расставания с друзьями в Лос-Анджелесе и переездов в места, где не было моей любимой еды и привычных вещей».
 Она училась в частной подготовительной школе в Санта-Монике (в Калифорнии), где познакомилась с будущими коллегами Джейком Джилленхолом и Кейт Хадсон. В школе она занималась пением, планируя продолжить карьеру в музыкальном театре. Зоуи поступила в Северо-Западный университет, но покинула его через девять месяцев ради кинокарьеры.

## Карьера

### Кино
Дешанель сыграла гостевую роль в сериале «Салон Вероники» (1998), после чего дебютировала в кино в 1999 году в комедии Лоуренса Кэздана «Доктор Мамфорд». Позднее в том же году она снялась (без пения) в клипе «She’s Got Issues» группы The Offspring. В своём втором фильме — полуавтобиографической музыкальной драме Кэмерона Кроу «Почти знаменит» (2000) — Дешанель сыграла Аниту Миллер, проблемную старшую сестру главного героя. Фильм получил похвалу критиков, но не имел кассового успеха. Она также исполнила роль девушки Джимми Фэллона в его клипе «Idiot Boyfriend».
Дешанель сыграла ряд второстепенных ролей в таких фильмах, как «Маниакальный» (2001) с Доном Чидлом и Джозефом Гордоном-Левиттом, «Хорошая девочка» (2002) с Дженнифер Энистон и Джейком Джилленхолом, «Покинутая» (2002) с Кэти Холмс, Бенджамином Брэттом и Мелани Лински, «Большие неприятности» (2002) с Тимом Алленом и Рене Руссо. В конце 2002 года издание The New York Times писало о Дешанель как об «одной из самых востребованных голливудских молодых звёзд», а издание Los Angeles Times писало в начале 2003 года, что Дешанель стала узнаваемой благодаря своей «невозмутимой, сардонической и выделяющейся игре» лучшей подруги главного героя.

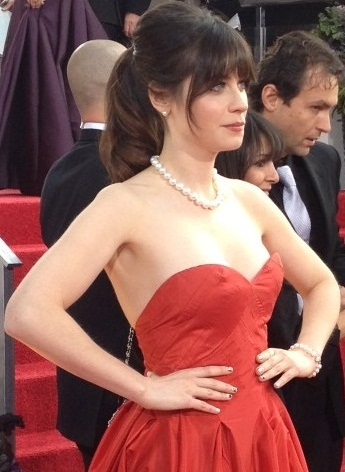
Дешанель на церемонии вручения премии Золотой глобус 2013 года

В 2002 году Дешанель также снялась в ситкоме «Фрейзер», сыграв роль Джен, неподконтрольной кузины Роз, в эпизоде «Kissing Cousin» 10-го сезона. В том же году она появилась в фильме «Крутой парень», как Нора, гитарист в группе главного героя.
После отказа от нескольких второстепенных ролей Дешанель сыграла свою первую главную роль в фильме «Все настоящие девушки» (2003). Её исполнение роли Ноэль, сексуально любопытной 18-летней девственницы, у которой меняющий её жизнь роман с бесцельным 22-летним парнем, получило похвалу критиков, и она была номинирована на премию «Независимый дух» за лучшую женскую роль. Позднее в 2003 году Дешанель снялась в комедии «Эльф», сыграв роль невозмутимой сотрудницы универмага.
В 2004 году Дешанель снялась в фильме «Безумные похороны», а в 2005 году сыграла роль Триллиан в экранизации научно-фантастического романа Дугласа Адамса «Автостопом по галактике». Также в 2005 году она сыграла главную героиню Риз Холден в фильме «Проживая зиму». В 2006 году Дешанель сыграла роль невротической соседки Сары Джессики Паркер в фильме «Любовь и прочие неприятности» (2006). С 2006 по 2007 год она появилась в четырёх эпизодах сериала «Дурман», исполнив роль Кэт, причудливой бывшей девушки Энди Ботвина. В сентябре 2006 года стало известно, что Дешанель сыграет певицу 1960-х годов Дженис Джоплин в фильме «Евангелие от Дженис» Пенелопы Сфирис. Начало съёмок фильма было назначено на 2006 год, но затем он был отложен на неопределённый срок; позднее выпуск фильма назначили на 2012 год, однако в 2011 году от проекта отказались. Дешанель выразила разочарование по этому поводу, отметив, что три года работала над имитацией певческого голоса Джоплин.
В 2007 году Дешанель появилась в двух детских фильмах: в «Мосте в Терабитию», в котором она сыграла причудливую учительницу музыки Джесси, и в анимационном фильме «Лови волну!», в котором она озвучила пингвиниху Лэни Аликаи. В том же году она сыграла Ди Джи — главную героиню в мини-сериале «Заколдованное королевство», преображении сказки «Удивительный волшебник из страны Оз». Дешанель также озвучила детскую книгу «Players in Pigtails». В апреле 2008 года она озвучила в мультсериале «Симпсоны» роль Мэри, дочери Клетуса, а в июне снялась в экологическом триллере М. Найта Шьямалана «Явление» с Марком Уолбергом. Также в 2008 году Дешанель снялась в фильме «Гигантик» и в комедии «Всегда говори „Да“» с Джимом Керри; в этом фильме Зоуи также исполняет песню «Who are you».
В 2009 году Дешанель снялась в романтической комедийной мелодраме «500 дней лета» с Джозефом Гордоном-Левиттом. Этот фильм о развитии и конце отношений получил широкую похвалу и номинировался на премию «Золотой глобус» как лучший фильм. В том же году Дешанель исполнила гостевую роль в рождественском эпизоде сериала «Кости». Впервые снявшись вместе со своей сестрой Эмили, Зоуи сыграла Маргарет Уайтселл, дальнюю родственницу доктора Темперанс Бреннан (Эмили).
В 2011 году Дешанель сыграла Белладонну в фэнтезийной комедии «Храбрые перцем» вместе с Натали Портман и Джеймсом Франко. С сентября 2011 года она играла главную роль в сериале «Новенькая» и номинировалась на «Эмми» и «Золотой глобус» за эту роль. Дешанель также была ведущей передачи «Субботним вечером в прямом эфире» 11 февраля 2012 года.

### Музыка в фильмах
Фильм «Крутой парень» (2002) стал первым из фильмов Дешанель, в котором она спела на экране. В фильме «Эльф» она поёт песню «Baby, It’s Cold Outside» с Уиллом Ферреллом в душе, а также поёт её в саундтреке с Леоном Редбоуном. Её фортепианное произведение «Bittersuite» было использовано в фильме «Проживая зиму» (2004), в котором она снялась вместе с Уиллом Ферреллом и Эдом Харрисом. В самом фильме Дешанель также исполнила песню «My Bonnie Lies over the Ocean».
В телемюзикле «Однажды на матрасе» (2005) Дешанель исполнила песни «An Opening for a Princess», «In a Little While», «Normandy» и «Yesterday I Loved You», в фильме «Как трусливый Роберт Форд убил Джесси Джеймса» (2007) — старую кабаре-песню «A Bird in a Gilded Cage», а в короткометражном фильме «В бреду» — песню «Hello, Dolly!». В фильме «Мост в Терабитию» (2007) Дешанель вместе со школьниками спела песни «Someday» и «Why Can’t We Be Friends?».
В фильме «Всегда говори „Да“» (2008) Дешанель исполнила несколько песен в фильме и в саундтреке к фильму, а также в роли певицы вымышленной группы «Munchausen by Proxy» спела песни «Uh-Huh» и «Sweet Ballad» вместе с сан-францисской электро-соул-панк-группой Von Iva.
В фильме «500 дней лета» (2009) Дешанель спела в дуэте She & Him кавер песни «Please, Please, Please Let Me Get What I Want» группы The Smiths, который также был включен в саундтрек фильма. Также она исполнила кавер песни «Sugar Town» Нэнси Синатры. Кроме того, режиссёр «500 дней лета» Марк Уэбб режиссировал клип Дешанель и Гордона-Левитта «Bank Dance» с песней She & Him «Why Do You Let Me Stay Here?».
Дешанель спела песню «The Greatest Most Beautiful Love Song in All the Land» вместе с Джеймсом Франко в фильме «Храбрые перцем» (2011). Она также исполнила ряд песен вместе с Мэттом Уордом для саундтрека мультфильма «Медвежонок Винни и его друзья» (2011). Дешанель написала и исполнила песню для темы своего нынешнего сериала «Новенькая».

### Отдельная музыка

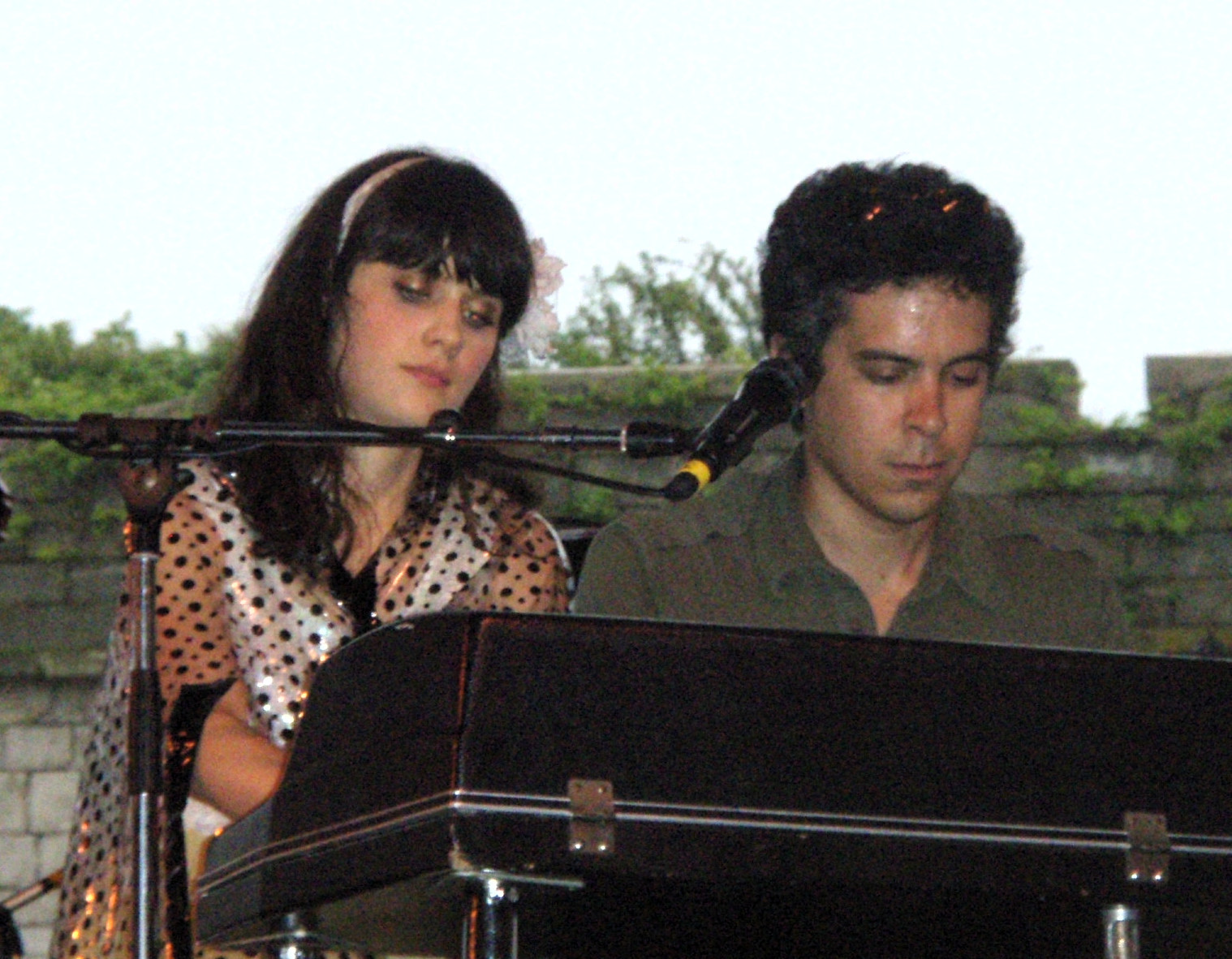
Зоуи Дешанель и Мэтт Уорд выступают как She & Him на фолк-фестивале в Ньюпорте (2 августа 2008 года)

В 2001 году Дешанель сформировала номер джаз-кабаре «If All the Stars Were Pretty Babies» с актрисой Самантой Шелтон. Пара выступала в Лос-Анджелесе.
В марте 2007 года Дешанель приняла участие в записи песен «Slowly» и «Ask Her to Dance» для альбома Nighttiming группы Coconut Records Джейсона Шварцмана. В мае 2007 года Мэтт Уорд, который ранее выступал с Дешанель на сцене, сообщил, что уже заканчивает работу над её дебютным альбомом, в которой будут представлены песни, написанные Дешанель и спродюсированные им. Fox сообщил, что Дешанель и Уорд записываются под псевдонимом «She & Him». Их первый альбом, под названием Volume One, был выпущен Merge Records 18 марта 2008 года.
23 марта 2010 года был выпущен их второй альбом, Volume Two. Весной 2010 года дуэт She & Him отправился на гастроли по США и Европе в поддержку альбома. Дешанель и Уорд принимали участие в записи альбома The Place We Ran From сайд-проекта Tired Pony члена группы Snow Patrol Гэри Лайтбоди в 2010 году. Дешанель участвовала в записи песен «Get On the Road» и «Point Me at Lost Islands», в то время как Уорд — песен «Held in the Arms of Your Words» и «That Silver Necklace».
В 2009 году Дешанель записала песню «The Fabric of My Life» для рекламной кампании организации Cotton Incorporated. Дешанель также записала кавер песни «It’s So Easy» Бадди Холли для трибьют-альбома Listen to Me: Buddy Holly, выпущенного 6 сентября 2011 года. До этого She & Him записал песню «Oh Boy» для альбома-сборника Rave On Buddy Holly, вышедшего в июне 2011 года.
25 октября 2011 года Merge Records выпустил 12-песенный рождественский альбом She & Him A Very She & Him Christmas.

## Личная жизнь
В 2009—2012 годы Дешанель была замужем за музыкантом, вокалистом групп Death Cab for Cutie и The Postal Service Беном Гиббардом.
С 21 июня 2015 года Дешанель замужем за продюсером Джейкобом Печеником, с которым она встречалась 10 месяцев до их свадьбы. У супругов есть двое детей — дочь Элси Оттер Печеник (род. в июле 2015) и сын Чарли Вулф Печеник (род. в мае 2017 г.). 6 сентября 2019 года стало известно, что Дешанель и Печеник расстались несколькими месяцами ранее после четырёх лет брака. 15 октября 2019 года они подали на развод, указав причиной расставания «непримиримые разногласия», а датой расставания — 9 января 2019 года. Развод был завершён 1 июня 2020 года. После расставания с Печеником встречается с телеведущим Джонатаном Скоттом.
Дешанель, у которой аллергия на яйца, молочные продукты и пшеничную клейковину, ранее придерживалась веганской диеты. Однако в интервью журналу Health в марте 2010 года она сказала, что была вынуждена отказаться от диеты по медицинским показаниям. За год до отказа от веганской диеты Зоуи участвовала в восьмом эпизоде первого сезона телешоу Top Chef Masters, в котором шеф-повара соревновались в приготовлении веганского ланча для её семьи и друзей без использования яиц, молочных продуктов, сои и клейковины.

## Фильмография
| Год       |    | Русское название                                          | Оригинальное название                                            | Роль                                                    |
| --------- | -- | --------------------------------------------------------- | ---------------------------------------------------------------- | ------------------------------------------------------- |
| 1998      | с  | Салон Вероники                                            | Veronica's Closet                                                | Елена                                                   |
| 1999      | ф  | Доктор Мамфорд                                            | Mumford                                                          | Несса Уоткинс                                           |
| 2000      | ф  | Почти знаменит                                            | Almost Famous                                                    | Анита Миллер                                            |
| 2001      | ф  | Маниакальный                                              | Manic                                                            | Трэйси                                                  |
| 2002      | ф  | Хорошая девочка                                           | The Good Girl                                                    | Шерил                                                   |
| 2002      | ф  | Покинутая                                                 | Abandon                                                          | Саманта Харпер                                          |
| 2002      | ф  | Большие неприятности                                      | Big Trouble                                                      | Дженни Херк                                             |
| 2002      | ф  | Крутой парень                                             | The New Guy                                                      | Нора                                                    |
| 2002      | ф  | Сладкий блин Маргаритки                                   | Sweet Friggin' Daisies                                           | Зельда                                                  |
| 2002      | с  | Фрейзер                                                   | Frasier                                                          | Джен                                                    |
| 2003      | ф  | Всё, что мы делаем                                        | Whatever We Do                                                   | Никки                                                   |
| 2003      | ф  | Все настоящие девушки                                     | All the Real Girls                                               | Ноэль                                                   |
| 2003      | ф  | Лучше требоваться для убийства, чем не требоваться вообще | It’s Better to be Wanted for Murder Than Not to be Wanted at All | Девушка на заправке                                     |
| 2003      | ф  | Поиски дома                                               | House Hunting                                                    | Кристи                                                  |
| 2003      | ф  | Эльф                                                      | Elf                                                              | Джови                                                   |
| 2004      | с  | Нахваливание                                              | Cracking Up                                                      | Хейди                                                   |
| 2004      | ф  | Безумные похороны                                         | Eulogy                                                           | Кейт Коллинз                                            |
| 2005      | ф  | Автостопом по галактике                                   | The Hitchhiker’s Guide to the Galaxy                             | Триша МакМиллан                                         |
| 2005      | мф | Американский папаша!                                      | American Dad!                                                    | Стриптизерша Конфетка / Французская горничная (озвучка) |
| 2005      | ф  | Проживая зиму                                             | Winter Passing                                                   | Риз Холден                                              |
| 2005      | ф  | Однажды на матрасе                                        | Once Upon a Mattress                                             | Леди Ларкин                                             |
| 2006      | ф  | Любовь и прочие неприятности                              | Failure to Launch                                                | Кит                                                     |
| 2006      | ф  | Живи свободным или умри                                   | Live Free or Die                                                 | Шерил                                                   |
| 2005—2009 | с  | Дурман                                                    | Weeds                                                            | Кэт                                                     |
| 2007      | ф  | «Хорошая жизнь»                                           | The Good Life                                                    | Фрэнсис                                                 |
| 2007      | ф  | За удачей                                                 | The Go-Getter                                                    | Кейт                                                    |
| 2007      | ф  | Мост в Терабитию                                          | Bridge to Terabithia                                             | Мисс Эдмондс                                            |
| 2007      | ф  | Хлопья                                                    | Flakes                                                           | Мисс Пусси Кэтц                                         |
| 2007      | ф  | В бреду                                                   | Raving                                                           | Кэти                                                    |
| 2007      | мф | Лови волну!                                               | Surf’s Up                                                        | Лэни Аликаи (озвучка)                                   |
| 2007      | ф  | Как трусливый Роберт Форд убил Джесси Джеймса             | The Assassination of Jesse James by the Coward Robert Ford       | Дороти Эванс                                            |
| 2007      | с  | Заколдованное королевство                                 | Tin Man                                                          | Ди Джи                                                  |
| 2008      | ф  | Гигантик                                                  | Gigantic                                                         | Харриет                                                 |
| 2008—2013 | мс | Симпсоны                                                  | The Simpsons                                                     | Мэри (озвучка)                                          |
| 2008      | ф  | Явление                                                   | The Happening                                                    | Альма Мур                                               |
| 2008      | ф  | Всегда говори «Да»                                        | Yes Man                                                          | Элисон                                                  |
| 2009      | ф  | 500 дней лета                                             | (500) Days of Summer                                             | Саммер Финн                                             |
| 2009      | с  | Кости                                                     | Bones                                                            | Маргарет Уайтселл                                       |
| 2011      | ф  | Храбрые перцем                                            | Your Highness                                                    | Белладонна                                              |
| 2011      | ф  | Наш придурочный брат                                      | Our Idiot Brother                                                | Натали                                                  |
| 2011—2017 | с  | Новенькая                                                 | New Girl                                                         | Джессика Дэй                                            |
| 2015      | ф  | Рок на Востоке                                            | Rock the Kasbah                                                  | Ронни                                                   |
| 2015      | ф  | Неровная земля                                            | The Driftless Area                                               | Стелла                                                  |
| 2016      | с  | Бруклин 9-9                                               | Brooklyn 9-9                                                     | Джессика Дэй                                            |
| 2021—2023 | с  | В ритме жизни                                             | Physical                                                         | Келли Кильмартин                                        |
| 2022      | ф  | Дикие сны                                                 | Dreamin' Wild                                                    | Нэнси                                                   |
| 2024      | ф  | Гарольд и фиолетовый мелок                                | Harold and the Purple Crayon                                     | Терри                                                   |

## Дискография

### Саундтреки
- 2003: «Baby, It’s Cold Outside» с Леоном Редбоуном к фильму «Эльф»
- 2005: «In a Little While» с Мэттью Моррисоном к фильму «Однажды на матрасе»
- 2008: четыре трека с группой «Von Iva» к фильму «Всегда говори „Да“» в исполнении появляющейся в фильме вымышленной группы «Munchausen By Proxy»[49][50]
- 2009: «Sugar Town» к фильму «500 дней лета»
- 2011: пять треков к фильму «Медвежонок Винни и его друзья»
- 2011: «The Greatest Most Beautiful Love Song in All the Land» с Джеймсом Франко к фильму «Храбрые перцем»

### Участие в других альбомах
- 2008: Acid Tongue Дженни Льюис
- 2009: Hold Time Мэтта Уорда
- 2010: The Place We Ran From группы «Tired Pony»
- 2011: Listen to Me: Buddy Holly (трибьют-альбом)

### She & Him
Студийные альбомы
- 2008: Volume One[51]
- 2010: Volume Two
- 2011: A Very She and Him Christmas
- 2013: Volume 3

Синглы
- «Why Do You Let Me Stay Here?» (январь 2008 года)
- «Have Yourself a Merry Little Christmas» (декабрь 2009 года)
- «In the Sun» (февраль 2010 года)[52]
- «Thieves» (июнь 2010 года)
- «Never Wanted Your Love» (март 2013 года)

Саундтреки
- 2009: «I Put A Spell On You» в «Sweetheart» (Starbucks' CD)
- 2007: «When I Get To The Border» к фильму «За удачей»
- 2009: «Please, Please, Please, Let Me Get What I Want» к фильму «500 дней лета»